# Deniece Williams
Deniece Williams, född June Deniece Chandler 3 juni 1950 i Gary, Indiana, USA, är en amerikansk sångerska, låtskrivare och musikproducent. Williams hade sina största framgångar på 1970- och 1980-talen med förstaplaceringar på såväl Billboard Hot 100 som UK Singles Chart. Hon har samarbetat med artister som Stevie Wonder, Johnny Mathis och Earth, Wind & Fire. På senare år har hon varit mest framgångsrik i gospelgenren där hon bland annat har vunnit fyra Grammy Awards.

## Diskografi
Studioalbum (på Billboard 200)
- 1976 – This Is Niecy (#33)
- 1977 – Song Bird (#66)
- 1978 – That's What Friends Are For (med Johnny Mathis) (#19)
- 1979 – When Love Comes Calling (#96)
- 1981 – My Melody (#74)[3]
- 1982 – Niecy (#20)
- 1983 – I'm So Proud (#54)
- 1984 – Let's Hear It for the Boy (#26)

- 1987 Water under the bridge
- 1988 As good as it gets
- 1989 Special love

Singlar (nummer 1 på Billboard Hot 100)
- 1978 – "Too Much, Too Little, Too Late" (med Johnny Mathis)
- 1984 – "Let's Hear It for the Boy"

Singlar (nummer 1 på UK Singles Chart)
- 1977 – "Free"